# Сіка (Риуге)
Сіка (ест. Sika) — село в Естонії, входить до складу волості Риуге, повіту Вирумаа.